# Любчо Йордановски
Любчо Йордановски (на македонска литературна норма: Љупчо Јордановски) е политик, изпълняващ длъжността президент на Република Македония в периода 26 февруари 2004 -12 май 2004 година.

## Биография
Йордановски е роден в Щип в 1953 година. Член е на Социалдемократическия съюз на Македония. Като председател на Събранието, следвайки Конституцията на Република Македония, според която при случай на смърт или неспособност на президента на страната да изпълнява своите задължения, Любчо Йордановски заема поста президент. Това става след трагичния инцидент на 26 февруари 2004, при който след самолетна катастрофа президентът Борис Трайковски загива. Любчо Йордановски напуска поста президент след изборите, които печели Бранко Цървенковски.
Йордановски е женен с три деца.